# بروک هندریکس
بروک هندریکس (انگلیسی: Brooke Hendrix؛ زادهٔ ۶ مهٔ ۱۹۹۳) بازیکن فوتبال اهل ایالات متحده آمریکا است.
از باشگاه‌هایی که در آن بازی کرده‌است می‌توان به باشگاه فوتبال فیلکیر، باشگاه فوتبال برشا، و واشینگتن اسپیریت اشاره کرد.